# Labourdonnaisia lecomtei
Labourdonnaisia lecomtei är en tvåhjärtbladig växtart som beskrevs av Aubrev. Labourdonnaisia lecomtei ingår i släktet Labourdonnaisia och familjen Sapotaceae. Inga underarter finns listade i Catalogue of Life.